# برنیس (منیتوبا)
برنیس (به انگلیسی: Bernice) یک منطقهٔ مسکونی در کانادا است که در Division No. 5 واقع شده‌است.